# Dinocarsiella quinqueguttata
Dinocarsiella quinqueguttata är en stekelart som beskrevs av Xu 2000. Dinocarsiella quinqueguttata ingår i släktet Dinocarsiella och familjen sköldlussteklar. Inga underarter finns listade i Catalogue of Life.